# Église Saint-Pierre d'Erfurt
L’église Saint-Pierre d'Erfurt est l'église d'une ancienne abbaye bénédictine au centre d'Erfurt, sur les hauteurs du Petersberg.

## Histoire
En 1060, la collégiale sur le Petersberg est convertie en abbaye bénédictine par l'archevêque Sigefroi de Mayence. Ce document est la première mention écrite sur l'abbaye. Mais en 1080, un incendie de la ville, déclenché par les troupes d'Henri IV, détruit le complexe du monastère en bois. Cinq ans plus tard, l'abbaye est restructurée par l'abbé Giselbert conformément à la réforme de Hirsau. Son successeur Burchard, moine de Hirsau, commence en 1103 avec un tout nouveau bâtiment en pierre. Lorsque Burchard est renvoyé par l'archevêque de Mayence Adalbert de Sarrebruck en 1116, seul le bâtiment ouest sert de sous-structure pour la façade ouest prévue du clocher ainsi que les fondations de la nef et du transept.
L'abbé Werner, nommé en 1127 et qui vient de Hirsau, fait construire la façade à double clocher dominante à l'extrémité est de l'église. En 1143, les autels latéraux du chœur et du transept sont consacrés et le 16 juin 1147, l'archevêque Heinrich von Harburg effectue la consécration générale de l'église Saint-Pierre.
En 1134, Adalbert de Sarrebruck reprend le vogt de la ville d'Erfurt aux comtes de Gleichen (de), à qui il l'avait confié à partir de 1120. Dans les années suivantes, l'importance de l'abbaye Saint-Pierre augmente grâce à des privilèges spéciaux et de nombreuses fondations. De plus, en raison de ses liens étroits avec la résidence royale (de) voisine, l'abbaye a l'honneur et le devoir d'accueillir les empereurs et les rois allemands, tels que l'empereur Frédéric Barberousse qui fait soumettre Henri XII de Bavière, qui s'opposait à sa politique italienne, le 11 novembre 1179. Rodolphe de Habsbourg vit l'année 1290 à Erfurt et lutte contre les barons-bandits. En 1382, une épidémie de peste fait rage à Erfurt, elle tue 16 moines et l'abbé.
Vers 1475, l'église reçoit ses flèches en bois caractéristiques, qui définissent l'image de l'ensemble de Petersberg jusqu'en 1813. En 1450, Johannes Gutenberg invente la première machine d'impression typographique, probablement l'une des premières est utilisée dans l'abbaye Saint-Pierre d'Erfurt. Le chœur et le transept sont voûtés entre 1499 et 1505, la nef à l'origine au toit plat au XVIIe siècle ou XVIIIe siècle. L'abbaye subit l'apparition du protestantisme et la guerre des Paysans allemands en 1525. Une grande partie des biens du monastère est perdue, le nombre de membres déjà atteint par la peste diminue fortement. Pendant la guerre de Trente Ans (1618-1648), Erfurt est occupé par l'Union protestante et Gustave II Adolphe. Les Suédois dissolvent brièvement l'abbaye Saint-Pierre en 1632 et le convertissent temporairement en monastère protestant en 1633. Après l'occupation, trois frères du monastère sont restés et de nombreux objets de valeur et fournitures pillés. La citadelle de Petersberg est construite entre 1665 et 1702 et depuis lors, enferme l'abbaye et l'église. Lors de la construction, d'une part, l'entrée principale, la large crête (anciennement l'escalier du bastion Leonhard) et le vignoble du monastère situé dans l'allée principale sont perdus. En 1672 et 1727, les dommages à l'église causés par la guerre de Trente Ans sont réparés et en 1765, l'intérieur est redessiné dans le style baroque par des plâtriers italiens. En juillet 1735, le bastion Philippe s'effondre après une pluie prolongée, qui détruit la chapelle Corpus Christi à côté, à l'exception de la tour romane. Peu de temps après, la chapelle est reconstruite.
En 1802, la Prusse reçoit la ville d'Erfurt en compensation des zones cédées à l'est des rives du Rhin. Les troupes prussiennes occupent le Petersberg et dissolvent l'abbaye Saint-Pierre la même année le 23 mars pour faire place à une garnison beaucoup plus forte. L'église devient paroissiale. Après les batailles d'Iéna et d'Auerstedt en 1806, les Français font l'inventaire et vendent le mobilier aux églises de la région. Entre le 28 octobre 1813 et le 5 mai 1814, la ville est encerclée par les troupes prussiennes, autrichiennes et russes, l'église est alors convertie en magasin de fournitures et le lieu de sépulture des comtes de Gleichen est déplacé dans la cathédrale d'Erfurt. Lorsque le 6 novembre 1813, les Français ne se conforment pas à la demande d'abandonner la forteresse, le feu est lancé. De grandes parties des bâtiments du monastère sont détruites et l'église Saint-Pierre incendiée. Le 5 mai 1814, les Français se rendent.
Après le congrès de Vienne, la Prusse récupère Erfurt qui devient son territoire le plus au sud. Elle reforme les citadelles de Petersberg et de Cyriaksburg (de). À partir de 1814, les clochers orientaux de l'église Saint-Pierre, trop visibles pour la citadelle de Petersberg, et sa nef centrale sont abaissés au niveau des deux bas-côtés. De plus, des toits à pignon sont érigés et un plafond en bois pour un deuxième étage est installé dans l'église.
À partir de 1819, elle sert aux Prussiens de magasin de céréales et de farine. Entre 1828 et 1830, les vestiges du bâtiment du monastère incendié sont enlevés et les pierres utilisées pour construire la casemate (de). Au début du XXe siècle, une association veut reconstruire l'église Saint-Pierre, mais cela s'arrête avec la Première Guerre mondiale. À l'époque de la RDA, l'église Saint-Pierre est utilisée comme salle de sport et comme salle de stockage pour une entreprise de gros. Au début des années 1990, les anciens clochers de l'église sont reproduites avec des échafaudages métalliques afin de donner une impression de leur taille imposante. En 1998, le bâtiment est la propriété de la Fondation des châteaux et jardins de Thuringe (de), qui depuis met en location l'étage supérieur comme salle d'événements. Le rez-de-chaussée sert d'espace d'exposition pour le Forum d'art concret des musées d'art d'Erfurt depuis 1993. En vue du Bundesgartenschau 2021 (de), une initiative citoyenne se forme pour reformer l'église Saint-Pierre.

## Architecture
Il n'y a pratiquement aucune trace de l'ancien monastère, qui a brûlé dans l'incendie de la ville en 1080. Après les fouilles de Karl Becker en 1919, l'église du monastère détruite semble avoir eu un chœur à trois nefs avec des clochers angulaires entre le chœur et le transept. Le nouveau bâtiment de 1103 prévoit une nef à trois nefs avec une fermeture de chœur composée de trois absides parallèles et un complexe de clochers à l'ouest qui n'a jamais été achevé. Le bâtiment actuel du chœur à trois nefs avec une extrémité droite basée sur le modèle de la réforme de Hirsau et le transept avec les deux absides provient du changement de plan en 1127. Les deux imposants clochers orientaux lui sont également attribués, ils sont supprimées en 1814 en raison de leur aptitude au ciblage lors de tirs d'artillerie. La nef centrale est à l'origine plate et séparée des bas-côtés par neuf arcades à piliers. À la hauteur du septième pilier se trouvait l'autel en croix, qui séparait la navis ecclesiae (zone laïque) du chœur mineur (petit chœur). Plus à l'est, dans la zone de la traversée, se trouvait le chœur majeur (grand chœur), dans lequel les prêtres se réunissaient pour chanter. La conclusion est formée par le presbytère (chœur haut), qui se composait d'un bâtiment de chœur à trois nefs avec deux chœurs secondaires et un chœur principal et dans lequel se trouvait le maître-autel. À l'est et au sud de l'église, il y avait un cimetière sur lequel se dressait la chapelle du Corpus Christi jusqu'à sa destruction.
Le modèle de l'église Saint-Pierre d'Erfurt est probablement l'église abbatiale de Hirsau, point de départ de la réforme de Hirsau. Son architecture est caractérisée par beaucoup d'objectivité et peu de décoration, mais montre une finition très exigeante dans les détails structurels individuels sur les côtés sud et est. Cela comprend le profil de base et la structure murale en forme de joug du mur extérieur sud au-dessus, qui se compose de bandes de pilastres et de demi-colonnes avec une base de grenier et un chapiteau en cube. Il y a une fenêtre cintrée entre les demi-colonnes. La conclusion est formée par une arche ronde et une frise en échiquier tournant autour du côté sud et est de l'église. De plus, le mur sud de l'église est orné de deux images, d'un relief de crucifixion (1370) et d'un dessin incisé d'un homme de douleur (vers 1360). Les côtés nord et ouest, en revanche, ne sont pas ornés, car l'église est reliée aux bâtiments conventuels à ces points. L'une des particularités est également les énormes blocs de pierre soigneusement taillés qui s'adaptent parfaitement à leur place et dont la technologie murale était nouvelle pour l'époque. L'intérieur est accessible par le portail principal à l'ouest et un portail secondaire dans le transept sud. À l'origine, un vestibule à nef unique est construit dans la zone du portail principal, qui est enlevé avec le tympan au XIXe siècle. Le portail latéral est orné de bandes de pilastres à parois à deux niveaux et d'un tympan semi-circulaire. À l'intérieur du tympan, il y a des restes d'une peinture montrant Marie avec l'enfant et les anges.
À l'intérieur, les luminaires prussiens en bois du XIXe siècle et la démolition de la nef centrale restreignent sévèrement l'ancienne impression spatiale. Seules des formes détaillées telles que les vestiges des anciennes arcades et piliers peuvent encore donner une impression de l'architecture de Hirsau. Elles ont une section rectangulaire et sont limitées sur les côtés étroits par une colonne trois quarts ronde avec un chapiteau cubique et une base attique. L'approche des anciennes arcades est ornée d'une frise en échiquier. De plus, l'église Saint-Pierre possède de nombreux autels à l'intérieur ; 25 autels sont érigés en 1685, dont 12 sont laissés lors de la fermeture de l'abbaye en 1803. Des vestiges d'inscriptions dédicatoires sur l'autel de Mathias (1366) et l'autel du Saint-Esprit (1406) en témoignent encore aujourd'hui. À l'ouest, au-dessus de l'entrée principale, il y avait une galerie avec un orgue.

## Abbés
- Rugastus (1060–décembre 1060)
- Rabboto (décembre 1060–1061)
- Wecilo I. (1078–1084)
- Ruthard (1084–1088)
- Giselbert (1090–1100)
- Burchard (1101–1116)
- Ripertus (1116–1127)
- Wernher I. (1127–1138)
- Rudiger (1138–1142)
- Wernher II. (1142–1147)
- Gelfradus (1147–1172)
- Pilgrinus (1172–1192)
- Ditmar (1192–1196)
- Hugo (1196–1200)
- Wecilo II. (1200–1221)
- Heinrich (1221–1250)
- Volkmar I. (1250–1254)
- Andreas I. (1254–1300)
- Johann von Brunheim (1300–1321)
- Berthold de Cologne (1321–1323)
- Volkmar II. Vitzdum (1323–1337)
- Hermann von Eichelborn (1337–1353)
- Theoderich von Brunheim (1353–1358)
- Theoderich von Zimmern (1358–1376)
- Ludwig de Saalfeld (1376–1382)
- Petrus von Varila (1382–1391)
- Hartung von Treffurt (1391–1424)
- Ortwin Körbel (1424–1437)
- Hartung Herling (1437–1446)
- Johann von Hagen (1446–1451); en 1450 rejoint la congrégation de Bursfelde
- Christian Kleingarn (1451–1458)
- Gunther von Nordhausen (1458–1501)
- Johann Hottenbach von Siegen (1501–1525)
- Johann Schröter (1526–1530)
- Liborius Vogt (1530–1531)
- Benedictus Hoffmann (1531–1540)
- Johann Specht (1540–1558)
- Kilian Vogel (1558–1562)
- Johann Reuter (1562–1565)
- Gerhard Zinnkrafft (1565–1571)
- Johann Zenner (1571–1584)
- Andreas II. Luderitz (1584–1598)
- Valentin Mohr (1598–1608)
- Andreas III. Hahn (1608–1627)
- Johann Henning (1627–1662)
- Adam Dahlen (1662–1681)
- Nicolaus de Gouverneur (1682–1705)
- Placidus Casselmann (1705–1737)
- Gunther II. Jann (1738–1773)
- Gunther III. Basting (1773–1794)
- Placidus Muth (1794–1803)